# Korskovall
Korskovall (Melampyrum cristatum) är en art i familjen snyltrotsväxter.